# کارل کورن
کارل کورن (به انگلیسی: Karl Korn) (متولد ۲٠ مه ۱۹٠۸ در ویسبادن آلمان، مرگ ۱٠ اوت ۱۹۹۱ در بدبورگ) یک روزنامه‌نگار، و دانشمند بود.